# Tatiana-Mosio Bongonga
Tatiana-Mosio Bongonga (Caen, 6 de julio de 1984) es una funambulista y acróbata francesa que realiza travesías a gran altura sin arnés ni red. Recibió en 2012 la medalla de oro en el Festival Mundial de Circo de Demain.

## Trayectoria
Tatiana-Mosio Bongonga es una equilibrista francesa nacida en Caen. A los 7 años decidió dedicarse al arte del equilibrio tras presenciar a una equilibrista en una demostración. A los 8 años, ingresó en la escuela de circo Les Artistochats ubicada en Hérouville-Saint-Clair y estudió allí durante trece años.
Paralelamente a esta afición, continuó con sus estudios y obtuvo el DEUG en psicología. Sin embargo quiso seguir su carrera como funambulista y se presentó a exámenes para entrar en escuelas superiores de artes circenses. Tras un año en la escuela Balthazar de Montpellier, ingresó en la 19ª Promoción del Centro Nacional de Artes del Circo de Châlons-en-Champagne de la que egresó en 2007-2008 con el espectáculo La part du loup. En 2014, fundó con Émilie Pecunia y Jan Naets la compañía de circo dedicada al funambulismo llamada Basinga en Sauve, en la región de Gard, y ejerce como directora artística.
Como equilibrista está especializada en actuaciones a gran altura. Sus actuaciones se caracterizan por ser participativas y buscan establecer un contacto directo con el público más que añadir un nuevo desafío técnico al arte del funambulismo.
Con su compañía, ha realizado espectáculos en diferentes ciudades como Auch o Saint-Dié-des-Vosges. En 2018, cruzó a 35  metros de altura la colina hacia la Basílica del Sagrado Corazón en París después de prepararse por un año.  Un año más tarde, en 2019 inauguró el Festival Letní Letná de Praga cruzandó el río Moldava sobre un cable de 350  metros de largo y a 35  metros de altura. También, en 2021, llevó a cabo una travesía de 180  metros en Burdeos. Recorrió una distancia similar desde la Place-du-Marché de Vevey hasta el teatro Le Reflet y el Château de l'Aile, en el cantón de Vaud, Suiza, en 2022.
El 8 de junio de 2024, en el marco de los Juegos Olímpicos de París 2024, realizó el número Lignes Ouvertes, una travesía de 240  metros de largo a una altura de 25  metros, atravesando el Estadio de Francia de Saint-Denis para llegar a los Jardines de la Esclusa. El canal ARTE documentó esta actuación y los preparativos, en el reportaje Tatiana-Mosio Bongonga: arte en la cuerda floja.  Este mismo año, inauguró el Festival Le Mans fait son cirque de Sarthe, recorriendo 250  metros, a 10  metros de altura sobre las carpas de circo.
Bongonga, con su compañía de circo, lleva a cabo varios proyectos de acción cultural en instituciones hospitalarias pediátricas, y en barrios desfavorecidos, en particular con Traversée, un espectáculo de funambulismo participativo en el que músicos, cantantes y voluntarios le ayudan a realizarlo.

## Reconocimientos
En enero de 2012, participó en la 34 edición del Festival Mundial de Circo de Demain donde recibió una medalla de oro.
En 2020, fue objeto de un documental titulado Provazochodkyně nad Prahou (Una equilibrista sobre Praga) durante su cruce del río Moldava en Praga en 2019, en un cable de 350 m de largo durante el Festival Letní Letná. En 2024 se emitió el documental Tatiana-Mosio Bongonga: arte en la cuerda floja, una producción de ARTE que presenta la trayectoria y la obra de Bongonga, abordando sus principales desafíos y destacando su enfoque artístico singular dentro del circo contemporáneo.